# Vladímir Nazlimov
Vladímir Aliveróvitx Nazlimov (en rus: Владимир Аливерович Назлымов) (Makhatxkalà, Unió Soviètica 1945) és un tirador d'esgrima rus, ja retirat, guanaydor de sis medalles olímpiques. Posteriorment fou entrenador dels equips d'esgrima soviètics i nord-americans.

## Biografia
Va néixer l'1 de novembre de 1945 a la ciutat de Makhatxkalà, població situada a la República del Daguestan, ciutat que en aquells moments formava part de la República Socialista Federada Soviètica de Rússia (Unió Soviètica) i que avui dia forma part de la Federació Russa.

## Carrera esportiva
Membre de les forces armades soviètiques, participà als 22 anys en els Jocs Olímpics d'Estiu de 1968 celebrats a Ciutat de Mèxic (Mèxic), on aconseguí guanyar la medalla d'or en la prova masculina de sabre per equips a més de finalitzar quart en la prova individual, guanyant així un diploma olímpic. En els Jocs Olímpics d'Estiu de 1972 realitzats a Múnic (Alemanya Occidental) va aconseguir la medalla de plata en la prova per equips i la medalla de bronze en la prova individual. En els Jocs Olímpics d'Estiu de 1976 realitzats a Mont-real (Canadà) tornà a guanyar la medalla d'or en la prova per equips, guanyant la medalla de plata en la prova individual. Finalment en els Jocs Olímpics d'Estiu de 1980 realitzats a Moscou (Unió Soviètica), la seva última participació olímpica, revalidà la seva medalla d'or en la prova per equips i finalitzà vuitè en la prova individual.
Al llarg de la seva carrera ha guanyat quinze medalles en el Campionat del Món d'esgrima, deu d'elles d'or.
L'any 1986 passà a ser entrenador de l'equips sènior de la Unió Soviètica. El 1991 es traslladà als Estats Units, esdevenint capità de la selecció nor-americana d'esgrima entre 1995 i 1999.